# 索沃拉德
索沃拉德（法語：Sauvelade，法語發音：[sovlad]）是法国大西洋比利牛斯省的一个市镇，位于该省北部，属于波城区。

## 地理
索沃拉德（43°23'30"N, 0°42'28"W）面积11.86 平方千米，位于法国新阿基坦大区大西洋比利牛斯省，该省份为法国东南部省份，涵盖了贝阿恩与北巴斯克，西临大西洋比斯開灣，北至朗德省，东北接热尔省，东临上比利牛斯省，南与西班牙接壤。
与索沃拉德接壤的市镇（或旧市镇、城区）包括：比年、拉戈尔、卢比安、马斯拉克、维耶勒塞居尔。
索沃拉德的时区为UTC+01:00、UTC+02:00（夏令时）。

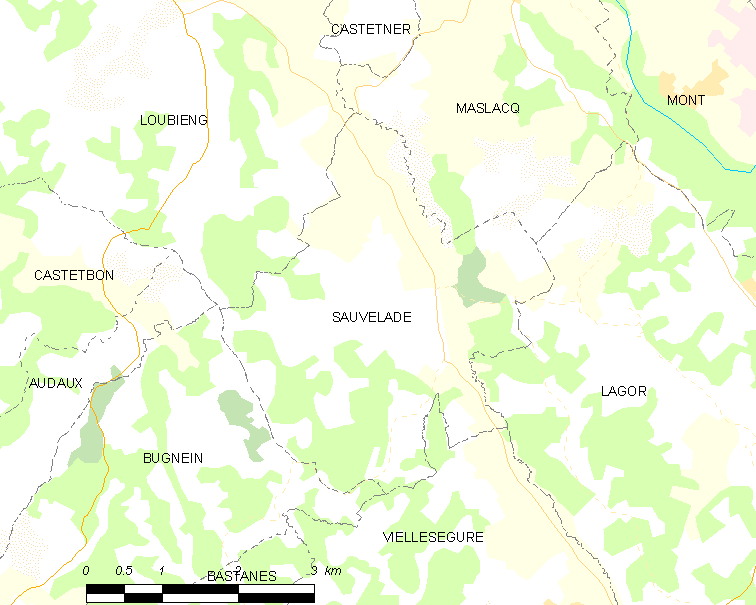
索沃拉德的OSM定位图

## 行政
索沃拉德的邮政编码为64150，INSEE市镇编码为64512。

## 政治
索沃拉德所属的省级选区为贝阿恩中心县。

## 交通
大西洋比利牛斯省省道D110线经过境内。

## 人口

1962-2008年间索沃拉德人口变化图示

索沃拉德于2022年1月1日时的人口数量为276人。